# Nereta (novads)
Nereta (en letton : Neretas novads) est une ancienne municipalité de Lettonie, située dans la région de Sélonie, dont le chef-lieu était Nereta. Depuis 2021, elle fait partie de la municipalité d'Aizkraukle.

## Géographie
La municipalité s'étendait sur 645,12 km2 dans le sud de la Lettonie.

## Histoire
La municipalité est créée le 1er juillet 2009 par la fusion des paroisses de  Mazzalve, Nereta, Pilskalne et Zalve, issue du district d'Aizkraukle
Le 1er juillet 2021, à la suite d'une réforme administrative et territoriale, elle est supprimée et fusionnée avec la municipalité d'Aizkraukle.

## Démographie
La population s'élevait à 4 425 habitants en 2009 et 3 284 habitants en 2020.